# Jelena Lazarević
Jelena Lazarević (en serbio: Јелена Лазаревић; 1365/1366-1443), también conocida como Jelena Balšić o Jelena Kosača, fue una princesa serbia, hija del príncipe Lazar de Serbia. Tenía una personalidad muy fuerte e influyó significativamente en la forma en que sus maridos, primero Đurađ II Balšić y luego Sandalj Hranić Kosača, y su hijo Balša III, gobernaban sus reinos. Jelena los alentó a resistir la invasión veneciana en territorio perteneciente a Zeta, el estado serbio medieval gobernado por Đurađ II y luego por Balša III después de la muerte del primero. También es conocida como escritora en literatura epistolar, particularmente su correspondencia con Nikon de Jerusalén, un monje del monasterio de Gorica, en el lago Skadar (Montenegro). Sus tres epístolas son parte de los manuscritos de Gorica (cirílico: Горички зборник), una colección de manuscritos medievales.